# Mil setecentos e vinte e nove
Mil setecentos e vinte e nove (1729) é um número inteiro, que segue o 1728 e antecede o 1730.
É o menor número que pode ser escrito de duas formas distintas com a soma de dois cubos, isto é,
{\displaystyle 1729=12^{3}+1^{3}=10^{3}+9^{3}\,}
Sobre este número, Godfrey Harold Hardy conta uma anedota bem curiosa. Ele foi visitar Ramanujan, que estava doente em Putney, e pegou um táxi de número 1729. Hardy comentou que este era um número sem-graça, e que esperava que este não fosse um sinal ruim. Ramanujan respondeu que, ao contrário, este era um número muito interessante, por ser o menor número expresso como a soma de dois cubos de duas formas diferentes.
O termo Número taxicab (taxicab number), por causa deste episódio, é utilizado com dois sentidos diferentes:
- pode ser o menor número que é a soma de dois cubos de n formas diferentes, a sequência 2 = 13 + 13 (uma forma), 1729, 87.539.319 (menor número que é a soma de dois cubos de três formas diferentes), etc.[2]
- qualquer número que é a soma de dois cubos de duas formas diferentes: 1729, 4104, 13.832, etc.[3]